# Anomodon grandiretis
Anomodon grandiretis är en bladmossart som beskrevs av Brotherus 1924. Anomodon grandiretis ingår i släktet baronmossor, och familjen Thuidiaceae. Inga underarter finns listade i Catalogue of Life.